# Milan Klusák
Milan Klusák (8. června 1923 Stařeč – 19. listopadu 1992 Praha) byl československý diplomat, vysokoškolský pedagog a dlouholetý ministr kultury České socialistické republiky (ČSR). Jeho ženou byla Zoe Klusáková-Svobodová, dcera prezidenta Ludvíka Svobody. V prosinci 1959 byl jmenován vyslancem a zplnomocněným ministrem u evropské úřadovny OSN v Ženevě, kde působil do března 1963.

## Život

### Mládí
Milan Klusák se narodil ve Starči, okres Třebíč. Oba rodiče byli rodáci ze Starče. Otec Jindřich Klusák, byl příslušníkem československých legií na Rusi, důstojník prvorepublikové československé armády, po druhé světové válce povýšen do hodnosti plukovníka. Matka Marie Klusáková (rozená Malá) byla z místní selské rodiny, před sňatkem pracovala jako bankovní úřednice. Mladší bratr Oldřich Klusák byl vysokoškolský pedagog.
Milan Klusák absolvoval obecnou školu a první ročník reálného gymnázia v Kroměříži. V roce 1936 se Klusákovi přestěhovali do Opavy, protože Jindřich Klusák velel jednotkám, které stavěly v pohraničí opevnění. Zde Milan Klusák pokračoval ve studiu na místním gymnáziu.

### Válka
Po záboru Opavy v roce 1938 se Klusákovi vrátili do Kroměříže, kde našli azyl u rodiny Svobodových. Zde se také seznámil se svoji budoucí ženou – Zoe Svobodovou. V roce 1939 byl podplukovník Jindřich Klusák předčasně penzionován a rodina Klusákových se vrátila do svého rodného kraje, do Třebíče. Milan Klusák dokončil na třebíčském gymnáziu středoškolské studium maturitní zkouškou dne 1. června 1942.
Po maturitě, vzhledem k tomu, že vysoké školy byly již německými okupanty zavřeny, byl zaměstnán jako praktikant v Rolnické mlékárně v Třebíči. Deaktivovaný podplukovník Jindřich Klusák, který byl napojen na Obranu národa, na jaře 1942 unikl zatčení Gestapem a přešel do ilegality. Až do svého zatčení ho manželka Marie a synové ukrývali doma. Později našel azyl u svých přátel na Moravě a nakonec u svých starých rodičů v Třebíči, kde se skrýval až do konce druhé světové války.
Dne 17. září 1942 byl Milan Klusák, spolu se svou matkou Marií, zatčen Gestapem (v rámci akci rukojmí – E(migranten)) a až do konce druhé světové války byli oba vězněni. Marie Klusáková byla vězněna v internačním táboře ve Svatobořicích, mladší bratr Oldřich byl nasazen na nucené práce. M. Klusák byl vězněn postupně v Jihlavě, Svatobořicích a převážně v Brně v Kounicových kolejích (sídlo gestapa), a to až do 18. dubna 1945. „Ve vězení jsem se po prve přímo setkal se členy komunistické strany, vesměs dělníky, s nimiž jsem tam celou tu dobu žil a pracoval, jednak jsem se tam po prve setkal se sovětskými lidmi, se zajatci. To vše mělo rozhodný vliv na další můj vývoj charakterový i politický“, napsal M. Klusák ve svém životopise (1957).

### Poválečné období
Po válce vystudoval Právnickou fakultu v Brně na Masarykově univerzitě, kde byl dne 20. dubna 1948, po vykonání všech předepsaných zkoušek, prohlášen doktorem práv.
V červnu 1948 nastoupil na ministerstvu zahraničních věcí na pozici referenta pro Skandinávii a od února 1949 působil jako osobní tajemník v kabinetě ministra JUDr. Vlado Clementise, kterého v září 1949 doprovázel na zasedání Valného shromáždění OSN. Jako tajemník působil až do Clementisova odvolání v březnu 1950. Následně pracoval ještě v sekretariátu nového ministra Viliama Širokého, kterého rovněž v roce 1950 doprovázel na zasedání Valného shromáždění OSN.
Po zatčení V. Clementise na základě vykonstruovaného obvinění v lednu 1951, byl M. Klusák ze sekretariátu přeřazen a později vyslán na velvyslanectví do Moskvy, jako první tajemník, kde sloužil do roku 1953. V Moskvě začal na Lomonosovově univerzitě externě studovat v aspirantuře mezinárodní právo. Tam také získal kandidáta věd (CSc).
1. září 1949 se oženil s Ing. Zoe Svobodovou, se kterou se seznámil po vyhnání z pohraničí v Kroměříži, když Klusákovi bydleli u Svobodových. Měli dceru Luďu (1950), profesorku historie na Ústavu obecných dějin FF UK, a syna Miroslava (1957), který je psychologem.
Kariérní postup se pro Milana Klusáka zkomplikoval po lednu 1951, po zatčení ministra zahraničních věcí Vlado Clementise, a jeho následném odsouzení ve vykonstruovaném procesu k trestu smrti (popraven 3. 12. 1952). Dne 22. listopadu 1952, byl v souvislosti s procesem s Rudolfem Slánským zatčen také Klusákův tchán generál Ludvík Svoboda.
Dříve, než dosloužil obvyklé tři roky, byl z Moskvy odvolán (1953) a dočasně přeřazen do právního oddělení. Jako odborník se zúčastnil řady mezinárodních jednání, nejen v rámci socialistických zemí, ale i v rámci OSN. Vybaven odbornými znalostmi a také znalostmi několika jazyků na pracovní úrovni (angličtina, němčina, francouzština, ruština), byl přeřazen do odboru mezinárodních organizací. Mezi lety 1955 a 1958 působil v sekretariátu ministra zahraničních věcí a v letech 1958 a 1959 působil jako vedoucí mezinárodního odboru MZV.
V letech 1959–1962 byl jmenován vyslancem – vedoucím stálé mise při Evropské úřadovně OSN v Ženevě. Po návratu vedl odbor mezinárodních organizací na MZV. V letech 1965-1968 byl jmenován velvyslancem – vedoucím stálé mise při OSN v New Yorku. Od začátku roku 1966 byl jedním z místopředsedů Zvláštního výboru OSN pro mírové operace.
V roce 1967, na 42. zasedání Hospodářské a sociální rady Organizace spojených národů (ECOSOC) byl zvolen předsedou této rady.
„V roce 1968 se vrátil na základě žádosti tehdejšího prezidenta Ludvíka Svobody z New Yorku do Prahy. Prezident považoval za vhodné, aby v době jeho prezidentské funkce nevykonával žádný úřad v zahraničí.“
V letech 1968–1973 byl vedoucím odboru mezinárodních organizací a posléze byl dne 4. dubna 1969 jmenován náměstkem ministra zahraničních věcí pro záležitosti mezinárodních organizací. Zúčastnil se z titulu své funkce na ministerstvu zahraničních věcí, jako jeden z poradců prezidenta, moskevských jednání v srpnu 1968.
Od roku 1971 do roku 1984 byl vedoucím katedry mezinárodního práva a politiky na právnické fakultě Univerzity Karlovy.[zdroj?] V roce 1973 byl jmenován docentem.[zdroj?]

### Ministrem kultury
Od 8. května 1973 až do 21. dubna 1988 působil jako ministr kultury ČSR. Do jeho gesce spadala i spolupráce státu s církvemi. V roce 1985 se dostal do sporu s římskokatolickou církví, když kardinál František Tomášek pozval papeže Jana Pavla II. na oslavy 1100. výročí úmrtí sv. Metoděje (9. duben 1985) a následnou pouť na Velehradě (7. červenec 1985). K pozvání se formou petice přidalo 22 000 věřících. Klusák obratem sdělil Tomáškovi, že návštěva papeže v ČSSR je nežádoucí a nepřichází v úvahu, a organizátoři a signatáři petice byli různě perzekvováni. Povolena byla pouze návštěva státního sekretáře Agostina Casaroliho. Na akci samé byl Klusák davem vypískán.
Demisi na funkci ministra podal pro dlouhodobé závažné onemocnění.[zdroj?] V roce 1989 se ze stejného důvodu vzdal svého mandátu v České národní radě[zdroj?], kde byl poslancem v letech 1976, 1981 a 1986.
Zemřel 19. listopadu 1992 po marném boji s leukemií a byl pohřben v rodinné hrobce prezidenta Ludvíka Svobody na kroměřížském hřbitově.

## Články, projevy a statě

### Kultura
- Kultura na prahu nového roku, Rudé Právo, 30.12. 1973
- Kultura i naša dějstvitělnost, Socialističeskaja Čechoslovakija, č.5/1974
- Culture and the present, Czechoslovak life, č.5/1974
- Ušlechtilé poslání roku české hudby, Československý svět, č.10/1974
- Kultur und Kunst in der sozialistischen Tchekoslovakei, Úvodní článek, 30 ČSSR 1945 – 1975, "Für Sie aus der Tchekoslovakei"
- Interviu ke Dnům Sovětské kultury: Živitelnyj istočnik, Pravda, 13.11.1975
- Rozvoj socialistické kultury – významný úkol nás všech, Národní výbory, 18.11.1975
- SSSR– ČSSR: Perspektivy sotrudničestva, (závěry ke Dnům československé kultury v SSSR, Sovětskaja kultura,24.6.1975
- Kultura na službě národa a další články, Praga – Moskva 1975
- Svet Leninských idejí, 30. osvobození Československa, Sovětskaja kultura 1975
- Ve jménu života, i radosti i krásy, Tvorba, 19.3.1975
- Rozhovor o kultuře,- Pro radost i krásu-, Rudé Právo, 31.12.1976
- Rozhovor (rusky) o české kultuře po 15 sjezdu KSČ, Literaturnaja gazeta, 2.nojabrja, 1976
- Akčně, konkretně a iniciativně – po XV sjezdu, Tvorba,1.7.1976
- Kultura po XV. sjezdu, Národní výbory č.30/1976
- Výměna skutečných hodnot (rusky) Sovětskaja kultura, 8. října 1976
- Projev v zahraničí – hodnocení české kultury, charakter, vývoj, současnost (zajímavé) – 15 str. strojopis
- Kultura a 60. výročí VŘSR, Národní výbory č. 21/1977
- Rozhovor – Vysoká tvůrčí aktivita, Vlasta, 1978
- Kultura naší současnosti, Tvorba č18/1979
- Nezastupitelný hlas umění, Mladá Fronta, Květy,7.5.1979
- Zahájení 34. ročníku Mezinárodního hudebního festivalu Pražské jaro, Hudební rozhledy, č.7/1979
- Dopis čtenářům k mezinárodnímu dnu dětí, 26.4.1979
- Český svaz ochránců přírody, program kulturní politiky, Památky a příroda, č.10/1979
- Otevřít brány široké tvořivosti člověka, Národní výbory, č. 10/1979
- Umění, které hovoří k dnešku, Tvorba, 5.1.1980
- Hlavní rysy a tendence našeho kulturního života v období budování rozvinuté socialistické společnosti, Stať, 1980
- 2. Festival zájmové umělecké činnosti, Janáčkovo divadlo Brno, 7.11.1980
- Kto sryvajet kulturnyj obměn, ke dnům československé kultury v SSSR, 19.2. 1980
- Svátek československo – sovětské družby,Týdeník aktualit, 25. 2. 1980
- Rozhovor týdne (ke dnům kultury ČSSR v SSSR), Květy, 20. 4. 1980
- Společný cíl, ke dnům kultury SSSR v ČSSR, svět socialismu, 27. 11. 1980
- 35 let pražského jara, Gramo 80
- Kulturou a uměním k mírovému soužití mezi národy, Pražské Jaro 1980
- Národní výbory a kultura na cestě k XVI sjezdu, Zpravodaj č.2/1981, ÚV NF
- Pražské jaro, zahajovací proslov, Hudební rozhledy č.8/1981
- Bílé Karpaty, Nová chráněná oblast, Naše pravda, 2. 6. 1981
- Z diskuse na 15. zasedání ÚV KSČ–16. sjezd KSČ, projev ministra kultury, Rudé Právo, 11.4.1981
- Kulturně výchovná práce a mladá generace, Národní výbory č.6/1981
- Nezastupitelné poslání kultury, Tvorba, č. 8/1982
- Umění bojů a zápasů, Tvorba, č.24, 18. 6. 1982
- Nezastupitelné poslání kultury, Tvorba , č.8/1982
- Mládež a kultura, strojopis česky, Pravda 27. 9. 1982
- Připravujeme celospolečenský program estetické výchovy, Tvorba, 16. 11. 1983
- Národ Sobě – znovuotevření Národního divadla 1883–1983, Vlasta 14–18/11.1983
- Dobrý rok, Z projevu ministra kultury, Scéna, 3/1984 (10.2.)
- Rok české hudby – 1984, Z projevu ministra, Gramo revue 9/84
- Nejcitlivější oblast našeho umění, Úvodník, Scéna 18/1984
- Pražské Jaro 1984 – projev ministra, Hudební rozhledy13.6.1984
- Podoby skleněné krásy – Výstava Československé sklo – ,Praha č.10/1984
- Pro lepší životní prostředí, Sjezd Svazu ochránců přírody, Tribuna 50/1984
- Chraňte bohatství přírody a krásy naší země, Národní výbory č.52/1984
- Společně pro životní prostředí, Naší přírodou č.1/1985
- Anežský areál– projev k jeho otevření, Kulturní rozvoj, 14denník, 17.7.1985
- Odpovědné poslání tvorby pro mládež, Scéna, 14denník, 25.11.1985
- Zahájení Pražského jara 1985, Hudební rozhledy, 1985
- Rozhovor – Příspěvek k úsilí o všestranný rozvoj člověka -RP,1.11.1986
- 30 let Dohody o kulturní spolupráci ČSSR – SSSR, Svět socialismu, č. 22/1986
- Na závěr roku české hudby, G5, r. ?
- K znovu otevření plzeňského divadla J.K. Tyla, RP, 19. 2. 1986
- Úkoly a cíle dalšího rozvoje kultury a umění po XVII. sjezdu KSČ, MK ČSR, 1986
- Seminář ke výsledkům XXVII. sjezdu KSSS – O politice v oblasti kulturní výstavby v SSSR, Úvodní slovo, 1986
- Projev na Aktivu MK ČSR, funkcionářů a pracovníků, MK ČSR 11/1981
- Boj KSČ o socialistickou kulturu, Nová Mysl, zvl. č., březen 1975
- Tvořivě a kvalifikovaně. Projev na národní konferenci k ZUČ, Kulturní rozvoj, 14denník MK, 12/1986
- Hlavní úkoly kultury v 8. pětiletce, Kultura 86, časopis Odborů v kultuře, 24.7.1986
- Rok české hudby, Tvorby, týdeník pro politiku, vědu a kulturu, č. 5, 30.1.1985
- 16. sjezd KSČ, projev ministra kultury
- Socialisticky pracovat, socialisticky žít, Kulturní rozvoj 14denník MK ČSR, 15. 1. 1985
- Rozhovor – Dnešku i zítřku –, ke dnům sovětské kultury, Svět socialismu č. 45, 6.11.1985 Vzpomínka na K. H. Máchu, ČTK, 23.10. 1986
- Rozhovor – Role kultury v současném společenském vývoji, RP, 11.8.1987
- Projev ministra kultury ČSR na slavnostním shromáždění u příležitosti Dne pracovníků v kultuře, Kulturní rozvoj, č. 24//1987
- Uvádět do života, projev v České národní radě o státní památkové péči 30.3.1987, Kulturní rozvoj, 12.5.1987
- Odpověď do ANKETY k úloze časopisu KMEN, 1/1988
- Náš přínos k mezinárodní spolupráci (Mezinárodní dny čs. kultury v Alžírsku a Tunisku) RP, 4.1.1988.
- La Musique en Tchecoslovaquie ( 60. výročí úmrtí Janáčka), La Vie en Tchecoslovaquie, Numerau special, 1988?
- Odraz soudobého kulturního života, Ke dnům kultury SSSR, Práce, 2.2.1988.
- Anketa – přání do vínku novinám Ateliér, Ateliér, 14denník svazu českých výtvarných umělců, 30.3.1988
- Vzájemná inspirace, Kmen, č.11/1988
- Rozhovor, Vzájemná inspirace, (kulturní spolupráce socialistických zemí)

### Mezinárodní vztahy
- Československo-sovětská smlouva o přátelství, vzájemné pomoci a poválečné spolupráci, Sovětská věda, Stát a právo, 6/1954
- Postavení Československa v Mezinárodních vztazích, ÚV KSČ, 1971. 2 varianty
- Evropská bezpečnost a spolupráce, referát na celostátním semináři
- KLUSÁK, Milan. Třicet let osvobození Československa. Acta Universitatis Carolinae. Iuridica.. 1975, roč. 21, čís. 1, s. 5–16. ISSN 0323-0619.
- 30let od osvobození Československa, rusky, Covetskaja kultura, 9. maja 1975
- Nový krok k evropské bezpečnosti a spolupráci, Nová Mysl, Teoret. a polit. časopis, 4/1972.
- Nová kapitola v našich vztazích, Lidová Armáda 18/1970
- Mír v našich dlaních, článek k Afghánistánu, Sovětskaja kultura 11. 5. 1982
- Podpora mladému proudu, RP, Diskusní Tribuna, 15, 12. 1989 (poslední článek)

## Vyznamenání

### Československá vyznamenání
- Československý válečný kříž „V uznání bojových zásluh, které získal v odboji za osvobození republiky československé“ (22.11.1946)
- Pamětní odznak druhého národního odboje „Za účast v druhém národním odboji“ (17.11.1947)
- SOPVP – Pamětní odznak – účasti v národním boji za osvobození ČSR v 1939 – 1945 (12. 3. 1948)
- SOPVP – Pamětní odznak – účasti v národním boji za osvobození ČSR v 1939 – 1945 (28. 5. 1948)
- ÚV KSČ – Řád Vítězného února 1948 – „Za celoživotní obětavou práci a významný podíl na rozvoji socialistické kultury“ (8. 6. 1983)
- Řád práce –„Za dlouholetou záslužnou veřejnou a politickou činnost“ (8. 6. 1973)

### Československé medaile
- ÚV SČSP – Zlatá medaile (8. 6. 1983)
- SČSP – 1931 – 1971 medaile/odznak? Za záslužnou práci (1971)
- Medaili 30 let SNB (Federální ministerstvo vnitra) (1975)
- Medaile SNB (Ministr vnitra) (1983)
- Pamětní medaile k 30 výročí SNP, Pražského povstání a osvobození ČSR sovětskou armádou (ÚV KSČ a NF) (1975)
- Pamětní medaile k 40. výročí Pražského povstání (MV ČSPB Praha) (5. 5. 1985)
- Pamětní medaile u příležitosti 50. výročí založení KSČ 1921 (1971)
- Pamětní medaile k 25. výročí Vítězného února (25.2. 1971)
- Pamětní medaile 30.výročí vítězného února a sjednocené čs. tělesné výchovy (Čs. svaz těl. Výchovy) (25. 2. 1978)
- Pamětní medaile ke 40. výročí vyvrcholení národněosvobozeneckého boje československého lidu a osvobození naší vlasti sovětskou armádou (ÚV KSČ, 9. 5. 1985)
- Pamětní medaile Antonína Zápotockého (Ústřední rada odborů, 8. 6. 1983)
- Pamětní medaili Za významný podíl na rozvoji soc. zemědělské velkovýroby (Ministr zemědělství a výživy ČSR, 1974)
- Pamětní medaili Za mimořádně záslužnou a obětavou práci pro rozvoj JZD a Svazu družstevních rolníků (Ústřední výbor svazu družstevních rolníků, 1984)
- Čestná medaile „Za zásluhy o československo – sovětské přátelství“ (ÚV SČSP, 8, 6. 1978)
- Medaili Dr Miroslava Tyrše „Příkladný tvůrčí přínos k rozvoji tělesné výchovy“ (ÚV Čs. tělesné výchovy, 8. 6. 1983)
- Pamětní medaili „30 let socialistického plánování“ (Předseda Státní plánovací komise, 9. 7. 1975)
- Pamětní medaile Za zásluhy o rozvoj Gottwaldovského kraje (ONV Gottwaldov, X. 6. 1983)
- Veřejné uznání 1.stupně „Za zásluhy o rozvoj tělesné výchovy a sportu“ (Čs. svaz tělesné výchovy, 8. 6. 1978)
- Medaile Československého mírového hnutí
- Medaile „Na paměť bojovníků partyzánské brigády Jana Žižky“ – 30. výročí osvobození ČSSR (1975)
- Čestná medaile 1. stupně „Zasloužilý bojovník proti fašismu“ Za záslužnou, dlouholetou a obětavou práci v organizacích a orgánech svazu (60. let) (FÚV ČSPB, 8. 6. 1983)
- Čestný diplom a medaili XXV jubilejního film.festivalu (Výbor MFF, Primátor KV, 7. 1986)

### Československé odznaky, čestná členství a plakety
- Odznak 1.stupně Za obětavou a záslužnou práci (5111) (ČSČK, 1. 6. 1983)
- Čestný odznak u příležitosti 25. výročí zahájení vyučování ruštině v SČSP (SČSP, 1974)
- Čestné členství socialistického svazu mládeže (SSM ČSSR, 1978)
- Čestné členství socialistického svazu mládeže (SSM ČSSR, 1983)
- Zlatý odznak k 75. výročí čs. kinematografie (Ústřední ředitelství Čs. Filmu, 1973)
- Pamětní plaketa 50. výročí vzniku ČSR (ÚV NF, 28.10.1968)

### Zahraniční vyznamenání a medaile
- Odznak „Zaslužony dla kultury polskiej“ (1084) (Ministr kultury a umění polské lidové republiky, (4.8.1978)
- Velkokříž řádu Leopolda II., Belgické království, Jeho Veličenstvo král za prokázané služby (29.10.1980)
- Řád „Komandoria Orderu Zaslugi Polskiej Rzeczypospolitej ludowej (354b-86-1), (15.1.1986, PLR)
- Čestný odznak za zásluhy o přátelství mezi národy (Prezidium Ligy pro přátelství mezi národy DDR, 1.11.1971)
- Medaile 100. výročí osvobození Bulharska z osmanského otroctví 1878 (Bulharská národní republika, 11.1.1979)
- Medaile „1300 let Bulharska“ (Bulharská národní republika, 2.3.1981)
- Medaile za zásluhy o přátelství mezi národy (Prezidium Ligy pro přátelství mezi národy (DDR, 29.9.1981)
- Vyznamenání za zásluhy o vědu, Maďarská lidová republika, (Ministerstvo pro školství a vědu, 4.4.1950)